# Bacalhau (Autoramas)
Wagner José Duarte Ferreira, mais conhecido como Bacalhau (Rio de Janeiro, 21 de abril de 1972), é um baterista e produtor cultural brasileiro.

## Biografia
Em 1991, formou com amigos de colégio a banda Acabou la Tequila.
Entre 1993 e 1998 integrou o Planet Hemp, deixando o grupo devido a diferenças com Marcelo D2 e a gravadora Sony Music.
Em 1998, entrou para o Autoramas, onde permaneceu até 2015.
- Atualmente é músico das bandas Monstros do Ula Ula e Albaca[5] e também promove o evento "Baca Fest[6], que serve de palco para artistas, bandas, cantautores, intérpretes, música experimental e instrumental.[7]

## Discografia

### Com o Acabou La Tequila
- 1996 - Acabou La Tequila

### Com oPlanet Hemp
- 1994 - Usuário - Disco de Ouro[8]
- 1996 - Hemp New Year (EP)
- 1997 - Os Cães Ladram mas a Caravana Não Pára

### Com osAutoramas
- 1999 – Motocross/Bahamas (EP)
- 2000 – Stress, Depressão & Síndrome do Pânico
- 2001 – Vida Real
- 2002 – HxCxlx (EP)
- 2003 – Nada Pode Parar Os Autoramas
- 2007 – Teletransporte
- 2008 – Catchy Chorus/Paciência (EP)
- 2009 – MTV Apresenta Autoramas Desplugado
- 2010 – Couldn´t Care At All/Samba-Rock Do Bacalhau (EP)
- 2011 – Música Crocante
- 2013 – Autoramas Internacional (DVD)

### Com os Monstros do Ula Ula
- 2017 – A Balada do Tikisiripolvo

### Com o Albaca
- 2018 – Muy Pronto (EP)